# وؤر

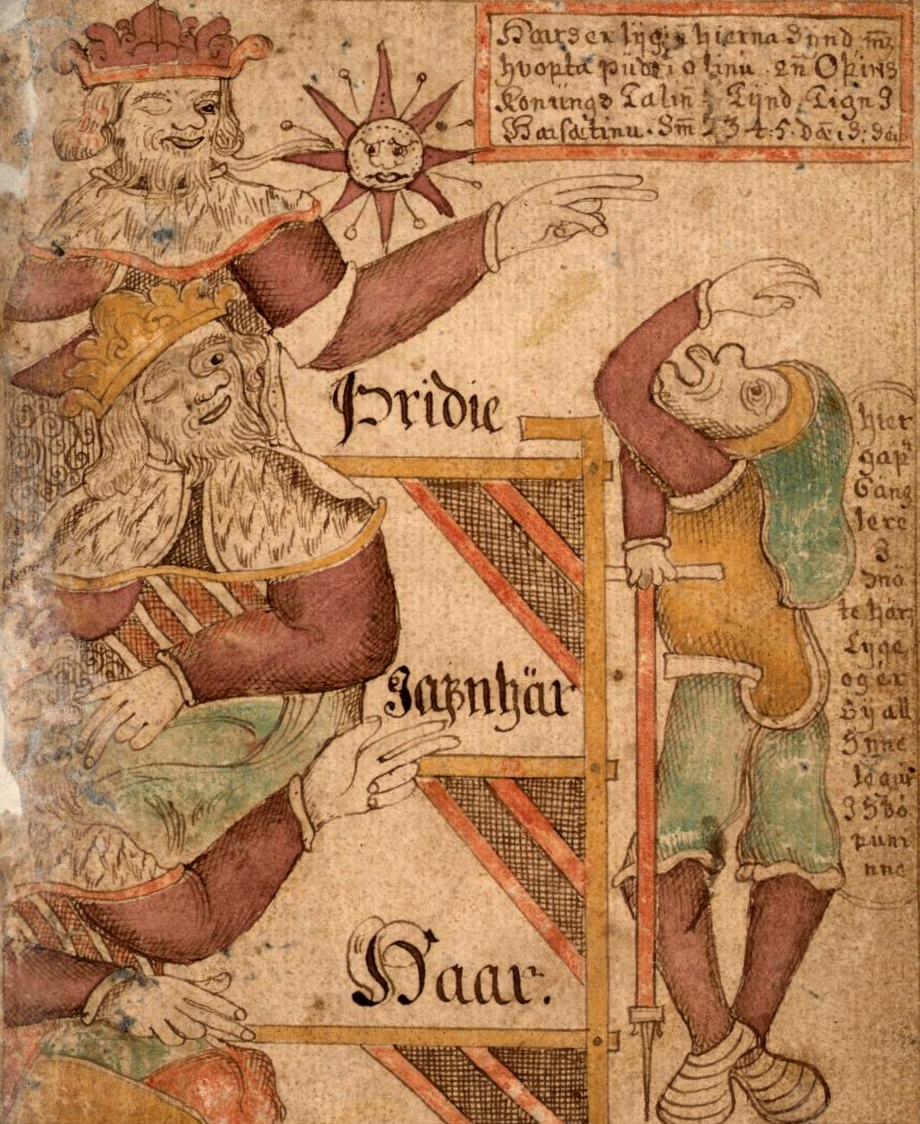
تصویر مربوط

وؤر (به زبان نروژی باستان: Vör) در اساطیر اسکاندیناوی، یکی از آسیر که با عقل و خرد مرتبط است. در سدهٔ سیزدهم میلادی از او در متون ادای منثور به قلم شاعر ایسلندی اسنوری استورلوسون، و دو مرتبه به شکل استعاره کنینگ در اشعار اسکالدیک نام برده شده است. نام او به معنی هوشیار یا محتاط است، و همچنین او را می‌توان برای اطلاعات بصری که در حالت عادی دست نیافتنی هستند، پرستش نمود. وؤر توانایی تعبیر رویاها (همچنین انتقال آن‌ها)، و قدرت شهود و درک مستقیم در کنار موهبت‌های معنوی آشکارتری همچون روشن‌بینی و علم غیب دارد.